# Псари (Пултуський повіт)
Псари (пол. Psary) — село в Польщі, у гміні Обрите Пултуського повіту Мазовецького воєводства.
Населення — 518 осіб (2011).
У 1975-1998 роках село належало до Остроленцького воєводства.

## Демографія
Демографічна структура станом на 31 березня 2011 року:
|          | Загалом | Допрацездатний вік | Працездатний вік | Постпрацездатний вік |
| -------- | ------- | ------------------ | ---------------- | -------------------- |
| Чоловіки | 251     | 63                 | 165              | 23                   |
| Жінки    | 267     | 54                 | 148              | 65                   |
| Разом    | 518     | 117                | 313              | 88                   |